# Temporada 2008-09 de la NBA
La temporada 2008-09 de la NBA fue la sexagesimotercera de la historia de la competición estadounidense de baloncesto. Dio comienzo el 28 de octubre de 2008 y finalizó el 16 de abril de 2009. La temporada finalizó con Los Angeles Lakers como campeones de la NBA tras derrotar a Orlando Magic por 4-1.

## Aspectos destacados
- Fue la primera en 42 años que no contó con una franquicia en la ciudad de Seattle. Los Sonics se trasladaron en julio de 2008 a Oklahoma City, que comenzaba su andadura en la NBA heredando toda la infraestructura de Seattle, pero con diferente apodo y colores, preservando la historia de los Sonics pare un hipotético regreso.[1]
- Phoenix Suns[2] fue el anfitrión del All-Star Game de la NBA 2009, que se celebró el 15 de febrero de 2009 con victoria del Oeste por 146-119. Shaquille O'Neal y Kobe Bryant compartieron el premio al MVP del partido.
- El 2 de julio de 2008, la ciudad de Seattle y los Seattle SuperSonics alcanzaron un acuerdo que permitía recolocar el equipo en Oklahoma City, Oklahoma, conservando toda la infraestructura de la franquicia. Sin embargo, Seattle se reserva el derecho de regresar en un futuro bajo la misma denominación.[3]
- El 23 de julio de 2008, el agente libre restringido Josh Childress firmó contrato con el equipo del Olympiakos de la Liga griega por 20 millones de dólares netos (el mayor contrato del baloncesto europeo hasta la fecha).[4]
- El 10 de diciembre, Carmelo Anthony anotó 33 de sus 45 puntos (récord personal) en el tercer cuarto de la victoria ante Minnesota Timberwolves, estableciendo un récord de franquicia e igualando el récord de más puntos en un cuarto en la NBA.[5]
- El 23 de diciembre, Boston Celtics logró el mejor comienzo (27–2) en la historia de la NBA, con la victoria por 110–91 frente a Philadelphia 76ers. También superaron el récord de franquicia de más victorias consecutivas (19). Su racha fue cortada por Los Angeles Lakers.
- El 13 de enero, Orlando Magic logró un récord de la NBA de 23 triples anotados ante Sacramento Kings. Nueve de los doce jugadores de los Magic anotaron al menos un triple.
- El 22 de enero, Alonzo Mourning se retiró del baloncesto tras 15 temporadas en la NBA.
- El 2 de febrero, Kobe Bryant anotó 61 puntos en el Madison Square Garden, consiguiendo el récord de más puntos en el pabellón neoyorquino y superando los 60 de Bernard King.
- El 20 de febrero, Phoenix Suns se convirtió en el primer equipo desde los Portland Trail Blazers de 1996 en anotar 140 puntos o más en tres partidos consecutivos.
- El 26 de febrero, las leyendas de Chicago Bulls Norm Van Lier y Johnny "Red" Kerr fallecieron a las edades de 61 y 76, respectivamente. Seis días antes había fallecido el propietario de Utah Jazz Larry H. Miller.
- El 3 de marzo, en la tercera anual Noche Latina de la NBA, Los Angeles Lakers vistieron un uniforme con las palabras Los Lakers, en la victoria por 99–89 frente a Memphis Grizzlies.[6] Las celebraciones de la Noche Latina tuvieron lugar en 8 de los 10 mercados hispanoamericanos en la NBA esta temporada (por encima de los 4 en la 2007-08): Los Ángeles, Miami, Phoenix, San Antonio, Dallas, Chicago, Houston y New York.
- El 13 de marzo falleció el propietario de Detroit Pistons William Davidson, a los 86 años.
- El 21 de marzo, Shaquille O'Neal superó a Moses Malone en la lista de máximos anotadores de la historia de la liga, colocándose en el quinto lugar.
- El 15 de abril, el base español de Toronto Raptors José Manuel Calderón superó el récord de Calvin Murphy, de la temporada 1980-81, de mejor porcentaje de tiros libres en una campaña. Calderón registró un 98.1% en tiros libres, fallando solamente 3 de los 154 que lanzó, y superando la marca de Murphy de 95.8%. El mismo día, Rudy Fernández, de Portland Trail Blazers, logró el récord de más triples anotados por un rookie en una temporada con 159.
- El 23 de abril, Dikembe Mutombo se retiró del baloncesto tras 18 temporadas en la NBA, a la edad de 42.
- El 27 de abril, Denver Nuggets estableció el mayor margen de victoria en un partido de playoff al vencer a New Orleans Hornets por 121–63, compartiendo el récord con Minneapolis Lakers y su victoria por 133–75 ante St. Louis Hawks en 1956.
- El 30 de abril, Chicago Bulls y Boston Celtics disputaron un partido con cuatro prórrogas, todo un récord en la historia de los playoffs.
- El 9 de mayo murió el legendario entrenador Chuck Daly debido a un cáncer de páncreas a los 78 años.

## Clasificaciones

### Por división
| División Atlántico   | G  | P  | %    | PV | Casa  | Fuera | División | PJ |
| -------------------- | -- | -- | ---- | -- | ----- | ----- | -------- | -- |
| y-Boston Celtics     | 62 | 20 | .756 | –  | 35–6  | 27–14 | 15–1     | 82 |
| x-Philadelphia 76ers | 41 | 41 | .500 | 21 | 24–17 | 17–24 | 6–10     | 82 |
| New Jersey Nets      | 34 | 48 | .415 | 28 | 19–22 | 15–26 | 8–8      | 82 |
| Toronto Raptors      | 33 | 49 | .402 | 29 | 18–23 | 15–26 | 6–10     | 82 |
| New York Knicks      | 32 | 50 | .390 | 30 | 20–21 | 12–29 | 5–11     | 82 |

| División Central      | G  | P  | %    | PV | Casa  | Fuera | División | PJ |
| --------------------- | -- | -- | ---- | -- | ----- | ----- | -------- | -- |
| z-Cleveland Cavaliers | 66 | 16 | .805 | –  | 39-2  | 27-14 | 13-3     | 82 |
| x-Chicago Bulls       | 41 | 41 | .500 | 25 | 28-13 | 13-28 | 9-7      | 82 |
| x-Detroit Pistons     | 39 | 43 | .476 | 27 | 21-20 | 18-23 | 7-9      | 82 |
| Indiana Pacers        | 36 | 46 | .439 | 30 | 25-16 | 11-30 | 7-9      | 82 |
| Milwaukee Bucks       | 34 | 48 | .415 | 32 | 22-19 | 12-29 | 4-12     | 82 |

| División Sureste   | G  | P  | %    | PV | Casa  | Fuera | División | PJ |
| ------------------ | -- | -- | ---- | -- | ----- | ----- | -------- | -- |
| y-Orlando Magic    | 59 | 23 | .720 | –  | 32–9  | 27-14 | 14–2     | 82 |
| x-Atlanta Hawks    | 47 | 35 | .573 | 12 | 31-10 | 16–25 | 11–5     | 82 |
| x-Miami Heat       | 43 | 39 | .524 | 16 | 28-13 | 15-26 | 9–7      | 82 |
| Charlotte Bobcats  | 35 | 47 | .427 | 24 | 23-18 | 12–29 | 5-11     | 82 |
| Washington Wizards | 19 | 63 | .232 | 40 | 13–28 | 6–35  | 1–15     | 82 |

| División Noroeste        | G  | P  | %    | PV | Casa  | Fuera | División | PJ |
| ------------------------ | -- | -- | ---- | -- | ----- | ----- | -------- | -- |
| y–Denver Nuggets         | 54 | 28 | .659 | –  | 33–8  | 21–20 | 12–4     | 82 |
| x–Portland Trail Blazers | 54 | 28 | .659 | –  | 34–7  | 20-21 | 11–5     | 82 |
| x–Utah Jazz              | 48 | 34 | .585 | 6  | 33–8  | 15–26 | 10–6     | 82 |
| Minnesota Timberwolves   | 24 | 58 | .293 | 30 | 11–30 | 13–28 | 3–13     | 82 |
| Oklahoma City Thunder    | 23 | 59 | .280 | 31 | 15–26 | 8–33  | 4–12     | 82 |

| División Suroeste     | G  | P  | %    | PV | Casa  | Fuera | División | PJ |
| --------------------- | -- | -- | ---- | -- | ----- | ----- | -------- | -- |
| x-San Antonio Spurs   | 54 | 28 | .659 | –  | 28-13 | 26-15 | 10–6     | 82 |
| x-Houston Rockets     | 53 | 29 | .646 | 1  | 33-8  | 20-21 | 9-7      | 82 |
| x-Dallas Mavericks    | 50 | 32 | .610 | 4  | 32-9  | 18-23 | 7–9      | 82 |
| x-New Orleans Hornets | 49 | 33 | .598 | 5  | 28-13 | 21-20 | 9-7      | 82 |
| Memphis Grizzlies     | 24 | 58 | .284 | 30 | 16–25 | 8–33  | 5–11     | 82 |

| División Pacífico     | G  | P  | %    | PV | Casa  | Fuera | División | PJ |
| --------------------- | -- | -- | ---- | -- | ----- | ----- | -------- | -- |
| c-Los Angeles Lakers  | 65 | 17 | .793 | –  | 36-5  | 29–12 | 14–2     | 82 |
| Phoenix Suns          | 46 | 36 | .561 | 19 | 28-13 | 18-23 | 11–5     | 82 |
| Golden State Warriors | 29 | 53 | .354 | 36 | 21-20 | 8–33  | 6-10     | 82 |
| Los Angeles Clippers  | 19 | 63 | .232 | 46 | 11-30 | 8-33  | 2–14     | 82 |
| Sacramento Kings      | 17 | 65 | .207 | 48 | 11–30 | 6–35  | 7–9      | 82 |

### Por conferencia
| #                                                       | Conferencia Este | Conferencia Este | Conferencia Este | Conferencia Oeste | Conferencia Oeste | Conferencia Oeste |
| #                                                       | Equipo           | G-P              | PV               | Equipo            | G-P               | PV                |
| ------------------------------------------------------- | ---------------- | ---------------- | ---------------- | ----------------- | ----------------- | ----------------- |
| 1                                                       | z-Cleveland      | 66-16            | –                | c-L.A. Lakers     | 65-17             | –                 |
| 2                                                       | y-Boston         | 62-20            | 4                | y-Denver          | 54-28             | 11                |
| 3                                                       | y-Orlando        | 59-23            | 7                | y-San Antonio     | 54-28             | 11                |
| 4                                                       | x-Atlanta        | 47-35            | 19               | x-Portland        | 54-28             | 11                |
| 5                                                       | x-Miami          | 43-39            | 23               | x-Houston         | 53-29             | 12                |
| 6                                                       | x-Philadelphia   | 41-41            | 25               | x-New Orleans     | 50-32             | 15                |
| 7                                                       | x-Chicago        | 41-41            | 25               | x-Dallas          | 49-33             | 16                |
| 8                                                       | x-Detroit        | 39-43            | 27               | x-Utah            | 48-34             | 17                |
| 9                                                       | Indiana          | 36-46            | 30               | Phoenix           | 46-36             | 19                |
| 10                                                      | Charlotte        | 35-47            | 31               | Golden State      | 29-53             | 36                |
| 11                                                      | New Jersey       | 34-48            | 32               | Memphis           | 24-58             | 41                |
| 12                                                      | Milwaukee        | 34-48            | 32               | Minnesota         | 24-58             | 41                |
| 13                                                      | Toronto          | 33-49            | 33               | Oklahoma City     | 23-59             | 42                |
| 14                                                      | New York         | 32-50            | 34               | L.A. Clippers     | 19-63             | 46                |
| 15                                                      | Washington       | 19-63            | 47               | Sacramento        | 17-65             | 48                |
| * Líder de división (garantizado al menos el 4º puesto) |                  |                  |                  |                   |                   |                   |

x- Clasificado para playoffs

y- Campeón de división

c- Ventaja de campo en los playoffs de conferencia

z- Ventaja de campo en todos los playoffs

## Playoffs
|  | Primera Ronda     | Primera Ronda | Primera Ronda |   |              | Semifinales de Conferencia | Semifinales de Conferencia | Semifinales de Conferencia |  |    | Finales de Conferencia | Finales de Conferencia | Finales de Conferencia |  |    | Finales de la NBA | Finales de la NBA | Finales de la NBA |
|  |                   |               |               |   |              |                            |                            |                            |  |    |                        |                        |                        |  |    |                   |                   |                   |
|  | E1                | *Cleveland    | 4             |   |              |                            |                            |                            |  |    |                        |                        |                        |  |    |                   |                   |                   |
|  | E8                | Detroit       | 0             |   |              |                            |                            |                            |  |    |                        |                        |                        |  |    |                   |                   |                   |
|  | E8                | Detroit       | 0             |   | E1           | *Cleveland                 | 4                          |                            |  |    |                        |                        |                        |  |    |                   |                   |                   |
|  |                   |               |               |   | E1           | *Cleveland                 | 4                          |                            |  |    |                        |                        |                        |  |    |                   |                   |                   |
|  |                   | E4            | Atlanta       | 0 |              |                            |                            |                            |  |    |                        |                        |                        |  |    |                   |                   |                   |
|  | E4                | E4            | Atlanta       | 0 | Atlanta      | 4                          |                            |                            |  |    |                        |                        |                        |  |    |                   |                   |                   |
|  | E4                |               |               |   | Atlanta      | 4                          |                            |                            |  |    |                        |                        |                        |  |    |                   |                   |                   |
|  | E5                | Miami         | 3             |   |              |                            |                            |                            |  |    |                        |                        |                        |  |    |                   |                   |                   |
|  | E5                | Miami         | 3             |   |              |                            |                            |                            |  | E1 | *Cleveland             | 2                      |                        |  |    |                   |                   |                   |
|  | Conferencia Este  |               |               |   |              |                            |                            |                            |  | E1 | *Cleveland             | 2                      |                        |  |    |                   |                   |                   |
|  |                   | E3            | *Orlando      | 4 |              |                            |                            |                            |  |    |                        |                        |                        |  |    |                   |                   |                   |
|  | E3                | E3            | *Orlando      | 4 | *Orlando     | 4                          |                            |                            |  |    |                        |                        |                        |  |    |                   |                   |                   |
|  | E3                |               |               |   | *Orlando     | 4                          |                            |                            |  |    |                        |                        |                        |  |    |                   |                   |                   |
|  | E6                | Philadelphia  | 2             |   |              |                            |                            |                            |  |    |                        |                        |                        |  |    |                   |                   |                   |
|  | E6                | Philadelphia  | 2             |   | E3           | *Orlando                   | 4                          |                            |  |    |                        |                        |                        |  |    |                   |                   |                   |
|  |                   |               |               |   | E3           | *Orlando                   | 4                          |                            |  |    |                        |                        |                        |  |    |                   |                   |                   |
|  |                   | E2            | *Boston       | 3 |              |                            |                            |                            |  |    |                        |                        |                        |  |    |                   |                   |                   |
|  | E2                | E2            | *Boston       | 3 | *Boston      | 4                          |                            |                            |  |    |                        |                        |                        |  |    |                   |                   |                   |
|  | E2                |               |               |   | *Boston      | 4                          |                            |                            |  |    |                        |                        |                        |  |    |                   |                   |                   |
|  | E7                | Chicago       | 3             |   |              |                            |                            |                            |  |    |                        |                        |                        |  |    |                   |                   |                   |
|  | E7                | Chicago       | 3             |   |              |                            |                            |                            |  |    |                        |                        |                        |  | E3 | *Orlando          | 1                 |                   |
|  |                   |               |               |   |              |                            |                            |                            |  |    |                        |                        |                        |  | E3 | *Orlando          | 1                 |                   |
|  |                   | O1            | *L.A. Lakers  | 4 |              |                            |                            |                            |  |    |                        |                        |                        |  |    |                   |                   |                   |
|  | O1                | O1            | *L.A. Lakers  | 4 | *L.A. Lakers | 4                          |                            |                            |  |    |                        |                        |                        |  |    |                   |                   |                   |
|  | O1                |               |               |   | *L.A. Lakers | 4                          |                            |                            |  |    |                        |                        |                        |  |    |                   |                   |                   |
|  | O8                | Utah          | 1             |   |              |                            |                            |                            |  |    |                        |                        |                        |  |    |                   |                   |                   |
|  | O8                | Utah          | 1             |   | O1           | *L.A. Lakers               | 4                          |                            |  |    |                        |                        |                        |  |    |                   |                   |                   |
|  |                   |               |               |   | O1           | *L.A. Lakers               | 4                          |                            |  |    |                        |                        |                        |  |    |                   |                   |                   |
|  |                   | O5            | Houston       | 3 |              |                            |                            |                            |  |    |                        |                        |                        |  |    |                   |                   |                   |
|  | O4                | O5            | Houston       | 3 | Portland     | 2                          |                            |                            |  |    |                        |                        |                        |  |    |                   |                   |                   |
|  | O4                |               |               |   | Portland     | 2                          |                            |                            |  |    |                        |                        |                        |  |    |                   |                   |                   |
|  | O5                | Houston       | 4             |   |              |                            |                            |                            |  |    |                        |                        |                        |  |    |                   |                   |                   |
|  | O5                | Houston       | 4             |   |              |                            |                            |                            |  | O1 | *L.A. Lakers           | 4                      |                        |  |    |                   |                   |                   |
|  | Conferencia Oeste |               |               |   |              |                            |                            |                            |  | O1 | *L.A. Lakers           | 4                      |                        |  |    |                   |                   |                   |
|  |                   | O2            | *Denver       | 2 |              |                            |                            |                            |  |    |                        |                        |                        |  |    |                   |                   |                   |
|  | O3                | O2            | *Denver       | 2 | *San Antonio | 1                          |                            |                            |  |    |                        |                        |                        |  |    |                   |                   |                   |
|  | O3                |               |               |   | *San Antonio | 1                          |                            |                            |  |    |                        |                        |                        |  |    |                   |                   |                   |
|  | O6                | Dallas        | 4             |   |              |                            |                            |                            |  |    |                        |                        |                        |  |    |                   |                   |                   |
|  | O6                | Dallas        | 4             |   | O6           | Dallas                     | 1                          |                            |  |    |                        |                        |                        |  |    |                   |                   |                   |
|  |                   |               |               |   | O6           | Dallas                     | 1                          |                            |  |    |                        |                        |                        |  |    |                   |                   |                   |
|  |                   | O2            | *Denver       | 4 |              |                            |                            |                            |  |    |                        |                        |                        |  |    |                   |                   |                   |
|  | O2                | O2            | *Denver       | 4 | *Denver      | 4                          |                            |                            |  |    |                        |                        |                        |  |    |                   |                   |                   |
|  | O2                |               |               |   | *Denver      | 4                          |                            |                            |  |    |                        |                        |                        |  |    |                   |                   |                   |
|  | O7                | New Orleans   | 1             |   |              |                            |                            |                            |  |    |                        |                        |                        |  |    |                   |                   |                   |

* - Campeón de división

Negrita- Ganador de las series

## Estadísticas
Actualizado 24 de abril de 2009
| Categoría                         | Jugador              | Equipo                | Estadísticas |
| --------------------------------- | -------------------- | --------------------- | ------------ |
| Puntos por partido                | Dwyane Wade          | Miami Heat            | 30,2         |
| Rebotes por partido               | Dwight Howard        | Orlando Magic         | 13,8         |
| Asistencias por partido           | Chris Paul           | New Orleans Hornets   | 11,0         |
| Robos de balón por partido        | Chris Paul           | New Orleans Hornets   | 2,77         |
| Tapones por partido               | Dwight Howard        | Orlando Magic         | 2,92         |
| Asistencias por pérdidas de balón | Travis Diener        | Indiana Pacers        | 5,81         |
| Pérdidas de balón por partido     | Stephen Jackson      | Golden State Warriors | 3,9          |
| Porcentaje de tiros de campo      | Shaquille O'Neal     | Phoenix Suns          | 60,9%        |
| Porcentaje de tiros libres        | José Manuel Calderón | Toronto Raptors       | 98,1%        |
| Porcentaje de Tiros de 3          | Anthony Morrow       | Golden State Warriors | 46,7%        |
| Dobles-dobles                     | David Lee            | New York Knicks       | 65           |
| Triples-dobles                    | LeBron James         | Cleveland Cavaliers   | 7            |
| Pts. + Rebs. + Asts.              | LeBron James         | Cleveland Cavaliers   | 43,3         |

## Premios

### Reconocimientos individuales
- MVP de la Temporada
  -  LeBron James (Cleveland Cavaliers)[7]
- Rookie del Año
  -  Derrick Rose (Chicago Bulls)[8]
- Mejor Defensor
  -  Dwight Howard (Orlando Magic)[9]
- Mejor Sexto Hombre
  -  Jason Terry (Dallas Mavericks)[10]
- Jugador Más Mejorado
  -  Danny Granger (Indiana Pacers)[11]
- Jugador Más Deportivo
  -  Chauncey Billups (Denver Nuggets)[12]
- Entrenador del año
  -  Mike Brown (Cleveland Cavaliers)[13]

| - Mejor Quinteto de la Temporada - Dwyane Wade (Miami Heat) - Kobe Bryant (Los Angeles Lakers) - LeBron James (Cleveland Cavaliers) - Dirk Nowitzki (Dallas Mavericks) - Dwight Howard (Orlando Magic) | - Segundo Mejor Quinteto de la Temporada - Chris Paul (New Orleans Hornets) - Brandon Roy (Portland Trail Blazers) - Paul Pierce (Boston Celtics) - Tim Duncan (San Antonio Spurs) - Yao Ming (Houston Rockets) | - Tercer Mejor Quinteto de la Temporada - Tony Parker (San Antonio Spurs) - Chauncey Billups (Denver Nuggets) - Carmelo Anthony (Denver Nuggets) - Pau Gasol (Los Angeles Lakers) - Shaquille O'Neal (Phoenix Suns) |

| - Mejor Quinteto defensivo de la Temporada - Chris Paul (New Orleans Hornets) - Kobe Bryant (Los Angeles Lakers) - LeBron James (Cleveland Cavaliers) - Kevin Garnett (Boston Celtics) - Dwight Howard (Orlando Magic) | - Segundo Mejor Quinteto defensivo de la NBA - Rajon Rondo (Boston Celtics) - Dwyane Wade (Miami Heat) - Shane Battier (Houston Rockets) - Ron Artest (Houston Rockets) - Tim Duncan (San Antonio Spurs) |

| - Mejor Quinteto de Rookies de la Temporada - Derrick Rose (Chicago Bulls) - Russell Westbrook (Oklahoma City Thunder) - O.J. Mayo (Memphis Grizzlies) - Michael Beasley (Miami Heat) - Brook Lopez (New Jersey Nets) | - Segundo Mejor Quinteto de Rookies de la NBA - Mario Chalmers (Miami Heat) - Eric Gordon (Los Angeles Clippers) - Rudy Fernández (Portland Trail Blazers) (empate) - D.J. Augustin (Charlotte Bobcats) (empate) - Kevin Love (Minnesota Timberwolves) - Marc Gasol (Memphis Grizzlies) |

### Jugador del mes
| Mes       | Conferencia Oeste                | Conferencia Este                   |
| --------- | -------------------------------- | ---------------------------------- |
| Noviembre | Chris Paul (New Orleans Hornets) | LeBron James (Cleveland Cavaliers) |
| Diciembre | Kobe Bryant (Los Angeles Lakers) | Dwyane Wade (Miami Heat)           |
| Enero     | Kobe Bryant (Los Angeles Lakers) | LeBron James (Cleveland Cavaliers) |
| Febrero   | Pau Gasol (Los Angeles Lakers)   | Dwyane Wade (Miami Heat)           |
| Marzo     | Chris Paul (New Orleans Hornets) | LeBron James (Cleveland Cavaliers) |
| Abril     | Dirk Nowitzki (Dallas Mavericks) | LeBron James (Cleveland Cavaliers) |

### Rookie del mes
| Mes       | Conferencia Oeste                         | Conferencia Este              |
| --------- | ----------------------------------------- | ----------------------------- |
| Noviembre | O. J. Mayo (Memphis Grizzlies)            | Derrick Rose (Chicago Bulls)  |
| Diciembre | Russell Westbrook (Oklahoma City Thunder) | Derrick Rose (Chicago Bulls)  |
| Enero     | Eric Gordon (Los Angeles Clippers)        | Brook Lopez (New Jersey Nets) |
| Febrero   | Russell Westbrook (Oklahoma City Thunder) | Brook Lopez (New Jersey Nets) |
| Marzo     | Kevin Love (Minnesota Timberwolves)       | Derrick Rose (Chicago Bulls)  |
| Abril     | O. J. Mayo (Memphis Grizzlies)            | Michael Beasley (Miami Heat)  |

### Entrenador del mes
| Mes       | Conferencia Oeste                      | Conferencia Este                 |
| --------- | -------------------------------------- | -------------------------------- |
| Noviembre | Phil Jackson (Los Angeles Lakers)      | Doc Rivers (Boston Celtics)      |
| Diciembre | Byron Scott (New Orleans Hornets)      | Mike Brown (Cleveland Cavaliers) |
| Enero     | Kevin McHale (Minnesota Timberwolves)  | Stan Van Gundy (Orlando Magic)   |
| Febrero   | Jerry Sloan (Utah Jazz)                | Mike Brown (Cleveland Cavaliers) |
| Marzo     | Rick Adelman (Houston Rockets)         | Mike Brown (Cleveland Cavaliers) |
| Abril     | Nate McMillan (Portland Trail Blazers) | Doc Rivers (Boston Celtics)      |

### Jugador de la semana
| Semana                            | Conferencia Oeste                                            | Conferencia Este                                             |
| --------------------------------- | ------------------------------------------------------------ | ------------------------------------------------------------ |
| 28 de octubre a 2 de noviembre    | Chris Paul (New Orleans Hornets)                             | Chris Bosh (Toronto Raptors)                                 |
| 3 de noviembre a 9 de noviembre   | Amaré Stoudemire (Phoenix Suns)                              | LeBron James (Cleveland Cavaliers)                           |
| 10 de noviembre a 16 de noviembre | Chauncey Billups (Denver Nuggets)                            | LeBron James (Cleveland Cavaliers)                           |
| 17 de noviembre a 23 de noviembre | Dirk Nowitzki (Dallas Mavericks)                             | Dwyane Wade (Miami Heat)                                     |
| 24 de noviembre a 30 de noviembre | Brandon Roy (Portland Trail Blazers)                         | Devin Harris (New Jersey Nets)                               |
| 1 de diciembre a 7 de diciembre   | Dirk Nowitzki (Dallas Mavericks)                             | Dwyane Wade (Miami Heat)                                     |
| 8 de diciembre a 14 de diciembre  | Tim Duncan (San Antonio Spurs)                               | Al Harrington (New York Knicks)                              |
| 15 de diciembre a 21 de diciembre | Chris Paul (New Orleans Hornets)                             | Jameer Nelson (Orlando Magic)                                |
| 22 de diciembre a 28 de diciembre | Kobe Bryant (Los Angeles Lakers)                             | LeBron James (Cleveland Cavaliers)                           |
| 29 de diciembre a 4 de enero      | Al Jefferson (Minnesota Timberwolves)                        | Rodney Stuckey (Detroit Pistons)                             |
| 5 de enero a 11 de enero          | Kobe Bryant (Los Angeles Lakers)                             | Dwight Howard (Orlando Magic)                                |
| 12 de enero a 18 de enero         | Chris Paul (New Orleans Hornets)                             | Jameer Nelson (Orlando Magic)                                |
| 19 de enero a 25 de enero         | Andrew Bynum (Los Angeles Lakers)                            | LeBron James (Cleveland Cavaliers)                           |
| 26 de enero a 1 de febrero        | Tony Parker (San Antonio Spurs)                              | David Lee (New York Knicks)                                  |
| 2 de febrero a 8 de febrero       | Pau Gasol (Los Angeles Lakers)                               | LeBron James (Cleveland Cavaliers)                           |
| 9 de febrero a 15 de febrero      | no hay premiados porque en esa semana se disputó el All-Star | no hay premiados porque en esa semana se disputó el All-Star |
| 16 de febrero a 22 de febrero     | Pau Gasol (Los Angeles Lakers)                               | Dwight Howard (Orlando Magic)                                |
| 23 de febrero a 1 de marzo        | David West (New Orleans Hornets)                             | Devin Harris (New Jersey Nets)                               |
| 2 de marzo a 8 de marzo           | Deron Williams (Utah Jazz)                                   | Dwyane Wade (Miami Heat)                                     |
| 9 de marzo a 15 de marzo          | Kobe Bryant (Los Angeles Lakers)                             | LeBron James (Cleveland Cavaliers)                           |
| 16 de marzo a 22 de marzo         | Chris Paul (New Orleans Hornets)                             | LeBron James (Cleveland Cavaliers)                           |
| 23 de marzo a 29 de marzo         | Tony Parker (San Antonio Spurs)                              | Dwight Howard (Orlando Magic)                                |
| 30 de marzo a 5 de abril          | Jason Kidd (Dallas Mavericks)                                | Dwight Howard (Orlando Magic)                                |
| 6 de abril a 12 de abril          | Brandon Roy (Portland Trail Blazers)                         | Ben Gordon (Chicago Bulls)                                   |